# Fuglie kyrka
Fuglie kyrka är en kyrkobyggnad i Fuglie. Den tillhör Hammarlövs församling i Lunds stift.

## Kyrkobyggnaden
Den nya kyrkans föregångare var en kyrka av gråsten uppförd i romansk stil under 1100-talet. Under 1300-talet utvidgades kyrkan åt öster och kryssvalv slogs över långhuset och koret. År 1851 byggdes kyrkan om efter ritningar av professor Carl Georg Brunius varvid kyrkan fick tillbyggnader åt söder och norr och förvandlades till en korskyrka. Men redan 1902 revs den till förmån för byggandet av en ny kyrka i nygotisk stil efter ritningar av A.W. Lundberg. Den nya kyrkan uppfördes i maskinslaget tegel. Långhuset övergår i ett tresidigt kor i öster. Tornet med sina galleri-inspirerade ljudöppningar är försetts med trappgavlar och avslutas med en hög spira. Från den gamla kyrkan bevarade man en sandstensportal. Kyrkan invigdes 1904 av biskop Gottfrid Billing.
Nära kyrkan finns två runstenar: Fugliestenen 1 (DR 259) norr om kyrkan och Fugliestenen 2 (DR 260) på kyrkogården.

## Inventarier
- Kyrkans altaruppsats är från 1595.Den består av fyra fält i två våningar med bibliska bilder. Över dessa välver sig en baldakin.
- Den åttasidiga dopfunten är gjord av ek på 1600-talet.
- Predikstol med reliefer av terracotta, samtida med nya kyrkan.
- Läktarmålningar från 1626 med bilder av apostlarna.

### Orgel
- 1843 byggde Pehr Lund, Lund en orgel med 8 stämmor. Orgeln fanns i den gamla kyrkan.
- 1904 byggde Eskil Lundén, Göteborg en orgel med 12 stämmor.
- Den nuvarande orgeln byggdes 1960 av A. Mårtenssons Orgelfabrik AB, Lund och är mekanisk.

| Huvudverk I   | Svällverk II      | Pedal        | Koppel |
| Rörflöjt 8´   | Gedackt 8'        | Subbas 16´   | I/P    |
| Principal 4'  | Rörflöjt 4'       | Principal 8' | II/P   |
| Kvintadena 4' | Principal 2'      | Nachthorn 2' | II/I   |
| Gemshorn 2'   | Kvinta 1 1/3'     |              |        |
| Mixtur 3 chor | Crescendosvällare |              |        |

## Bilder

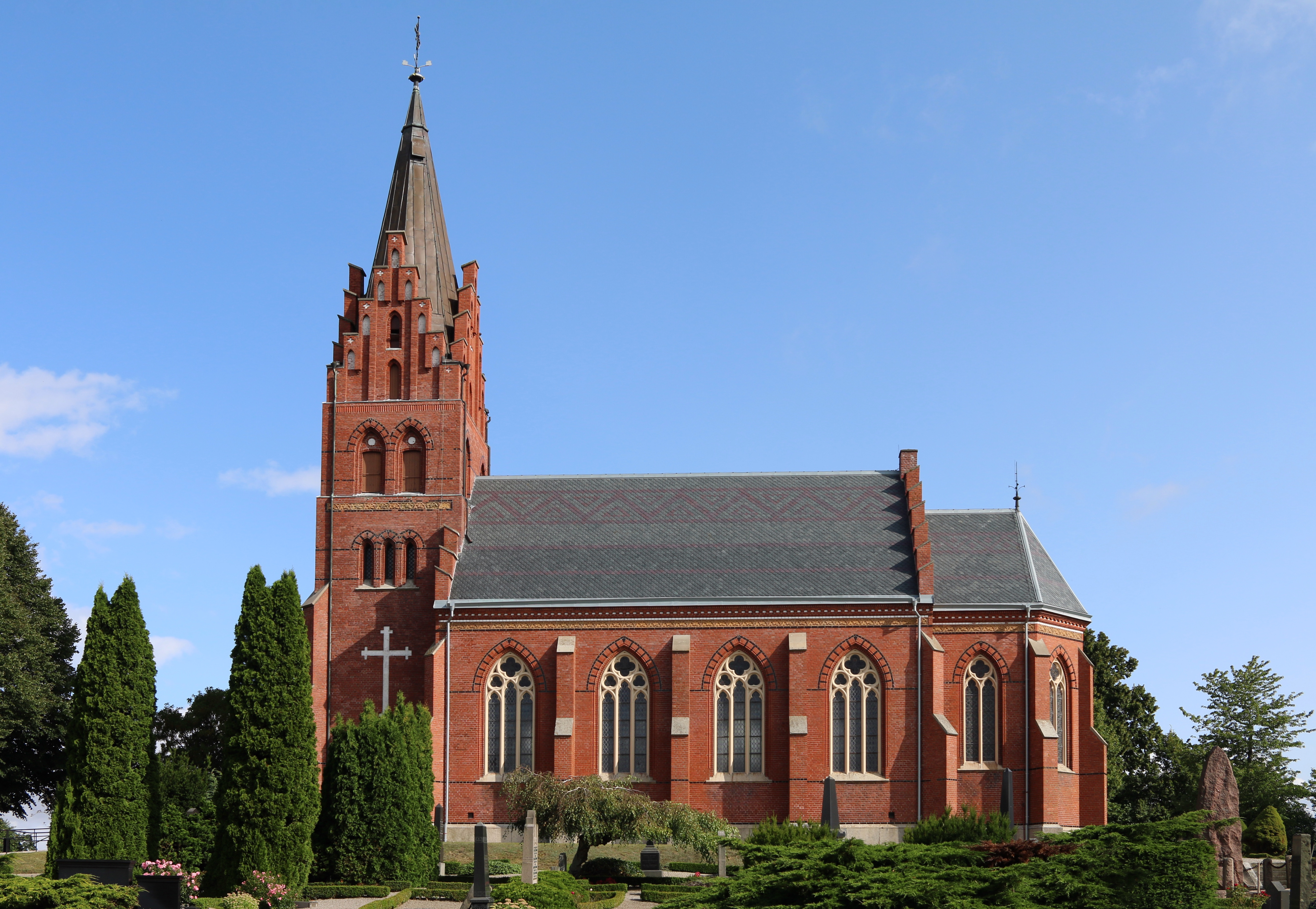
Fuglie kyrka från söder
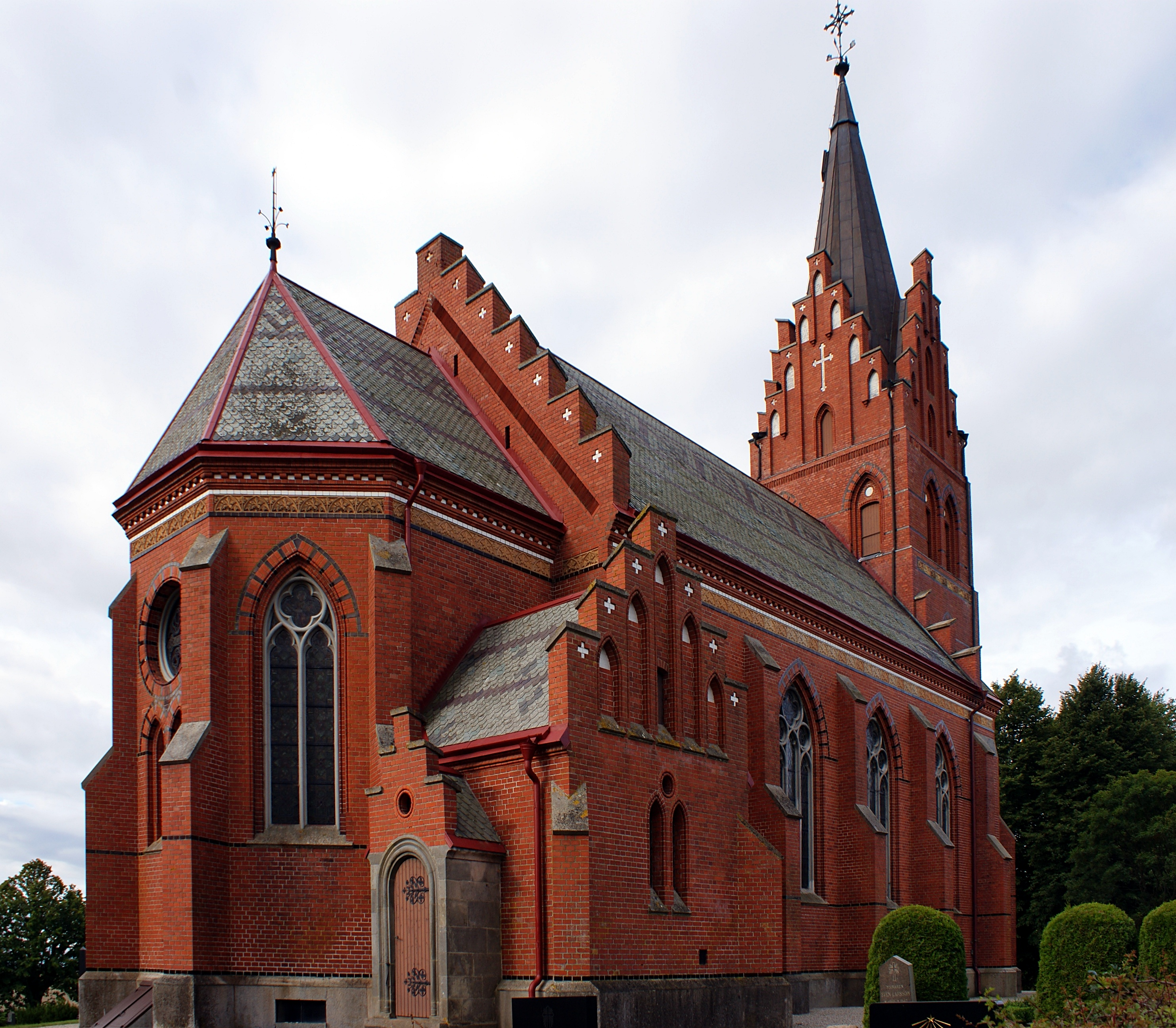
Fuglie kyrka från öster